# 克萨姆
克萨姆（法語：Xammes）是法国默尔特-摩泽尔省的一个市镇，属于图勒区。

## 地理
克萨姆（48°58'29"N, 5°51'16"E）面积8.16 平方千米，位于法国大東部大區默尔特-摩泽尔省，该省份为法国东北部内陆省份，是洛林的一部分，北邻比利时、卢森堡，北起顺时针与摩泽尔省、下莱茵省、孚日省和默兹省接壤。
与克萨姆接壤的市镇（或旧市镇、城区）包括：沙雷、当维图、若尔尼、蒂欧库尔-勒涅维尔、瓦夫尔地区伯内。

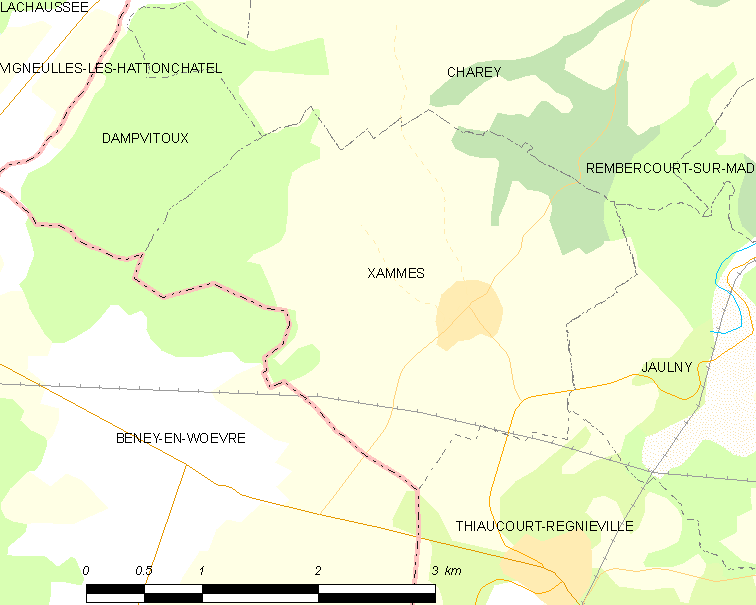
克萨姆的OSM定位图

克萨姆的时区为UTC+01:00、UTC+02:00（夏令时）。

## 行政
克萨姆的邮政编码为54470，INSEE市镇编码为54594。

## 政治
克萨姆所属的省级选区为北图卢瓦县。

## 人口

1962-2008年间克萨姆人口变化图示

克萨姆于2022年1月1日时的人口数量为178人。